# Lacul Scărișoara Galbenă
Lacul Scărișoara Galbenă este o arie protejată de interes național ce corespunde categoriei a III-a IUCN (rezervație naturală de tip mixt), situată în județul Argeș, pe teritoriul administrativ al comunei Rucăr.

## Descriere
Rezervația naturală declarată prin Legea Nr.5 din 6 martie 2000 (privind aprobarea Planului de amenajare a teritoriului național - Secțiunea a III-a - zone protejate) se află în partea sudică a Munților Făgăraș, în bazinul râului Doamnei, la o altitudine de 2.200 m și se întinde pe o suprafață de 2 hectare.
Aria naturală este declarată monument al naturii și reprezintă un lac (și zona împrejmuitoare a acestuia) de origine glaciară, alimentat de trei izvoare, iar în punctul de evacuare a apei, își are obârșia pârâul Valea Galbenă.